# Судова система Нідерландів

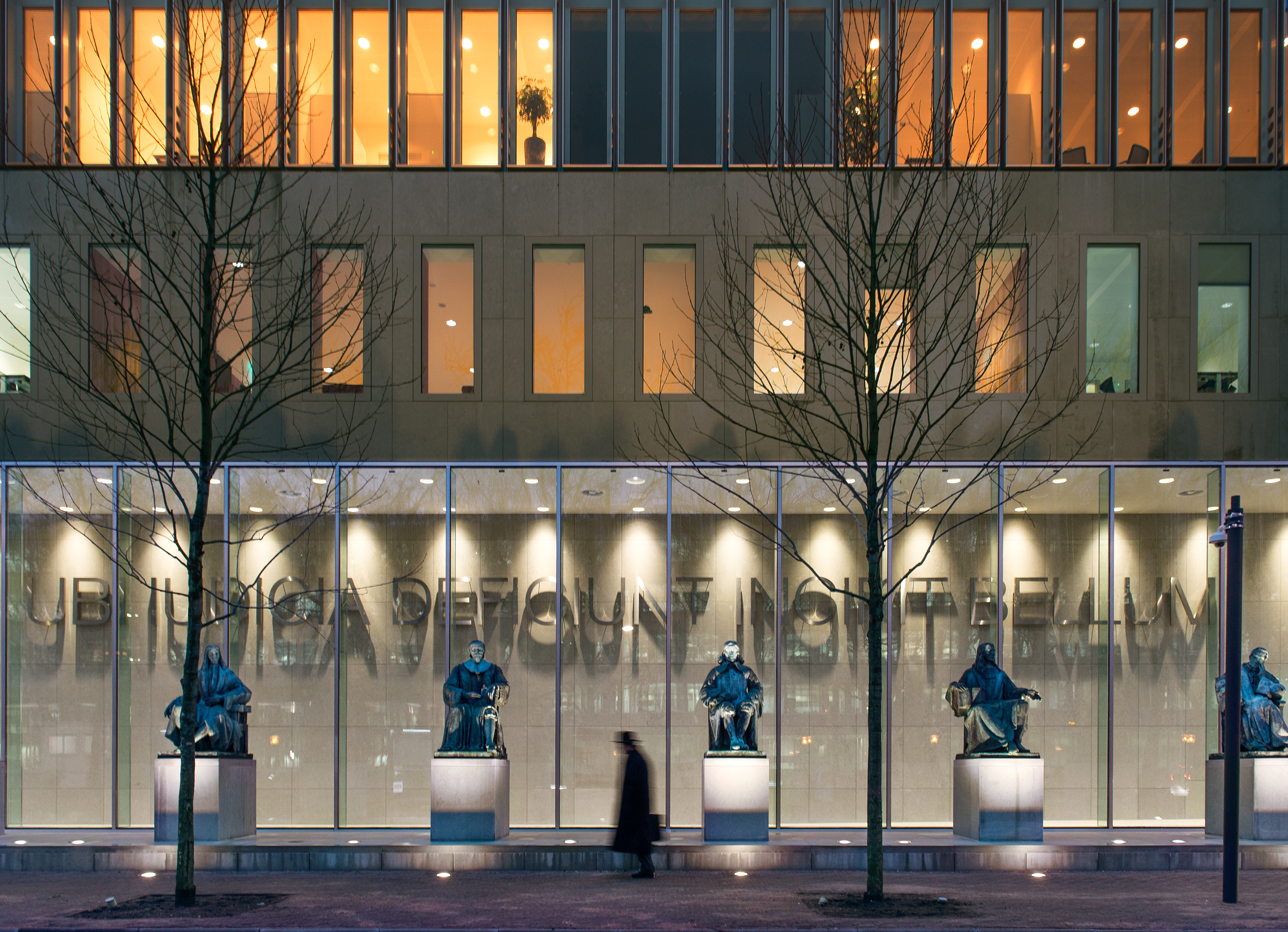
Нова будівля Верховного суду, Гаага

Судова система Нідерландів — це система судів, яка тлумачить і застосовує закони Нідерландів. Судова система дотримується традиційної ієрархічної моделі. Вона значною мірою базується на французькські: держава, а не особа ініціює судовий процес, а адміністративне правосуддя розглядається окремо від цивільного чи кримінального правосуддя. У Нідерландах також немає системи суду присяжних. Судова влада є незалежною, і судді можуть бути звільнені з посади лише за посадові злочини або недієздатність.

## Окружні суди
У країні є 11 окружних судів, кожен з яких поділений на п’ять розділів. Розділи завжди включають адміністративний розділ, цивільну розділ, кримінальну розділ та підрайонний розділ, але сімейні справи та справи неповнолітніх часто відносять до окремого п’ятого розділу. Справи розглядаються суддею одноособово.
У справах цивільного права справи, що стосуються орендної плати, викупу в найм і найму, розглядаються субрайонним суддею. У кримінальних справах дрібні правопорушення також розглядає підрайонний суддя, який зазвичай виносить усний вирок відразу після слухання.
Більш складні справи можуть розглядатися як одноособово, так і колегією з трьох суддів, залежно від складності та серйозності справи.

### Комерційний суд Нідерландів
Нідерландський комерційний суд (англ. The Netherlands Commercial Court) (NCC) був створений 1 січня 2019 року. Окружний суд NCC є палатою в окружному суді Амстердама. Як правило, справа може бути подана до NCC, якщо виконуються всі наведені нижче вимоги: (i) позов є цивільною чи комерційною справою в межах автономії сторін і не підпадає під юрисдикцію субрайонного суду чи виключної юрисдикції юрисдикція будь-якої іншої голландської палати чи суду; (ii) справа стосується міжнародного спору; (iii) сторони провадження призначили Окружний суд Амстердама форумом для розгляду їхньої справи або Окружний суд Амстердама має юрисдикцію розглядати позов з інших підстав; та (iv) сторони провадження чітко погодилися в письмовій формі, що судове провадження буде проводитися в NCC англійською мовою.

## Апеляційні суди
Є чотири апеляційні суди: Гаага, Амстердам, Арнем-Леуварден і Гертогенбос.
Вони розглядають апеляції з районних судів, повторно розглядають справу та виносять власний вердикт. Крім кримінальних і цивільних справ, апеляційні суди також розглядають апеляції на нарахування податків як адміністративні суди. Їхнє рішення може бути оскаржено шляхом касаційної скарги (тобто для скасування вироку) до Верховного суду Нідерландів.

## Верховний Суд
Розташований у Гаазі Верховний суд є найвищим судом Нідерландів для розгляду цивільних, кримінальних і податкових справ. Він також розглядає апеляції від Об'єднаного суду Нідерландських Антильських островів і Аруби. У ньому близько 35 суддів.

## Спеціальні адміністративні трибунали та Верховний адміністративний суд
У Нідерландах є три спеціальні трибунали, які розглядають окремі галузі адміністративного права.
Центральний апеляційний трибунал знаходиться в Утрехті і займається питаннями соціального забезпечення та державної служби.
Апеляційний трибунал у справах торгівлі та промисловості розташований у Гаазі та займається питаннями соціально-економічного адміністративного права та апеляціями щодо конкретних законів, таких як Закон про конкуренцію чи Закон про телекомунікації.
Відділ адміністративної юрисдикції Державної ради розташований у Гаазі та розглядає апеляції представників громадськості, асоціацій або комерційних компаній на рішення муніципальних, провінційних або центральних урядових органів.